# Тормена, Витор
Витор Тормена де Фариаш (порт. Vítor Tormena de Farias; род. 4 января 1996, Марилия, Сан-Паулу) — бразильский футболист, защитник клуба «Краснодар».

## Клубная карьера

### Академия «Сан-Паулу»
В 14 лет Витор был принят в молодежную академию «Сан-Паулу». В составе академии он стал частью успешного поколения, дважды выиграв Кубок Бразилии (в 2015 и 2016 годах), а также Копа Либертадорес и чемпионат Паулиста в 2016 году, все — на уровне до 20 лет. После впечатляющего выступления в молодежной команде Тормена получил одобрение от главного тренера Рожерио Сени на переход в основную команду для участия в Кубке Флориды 2017 года. Однако возвращение Брено, восстановившегося после травмы, вынудило Сени отложить привлечение Тормена к основному составу.

### «Гремио Новуризонтино»
Несмотря на то, что Тормена присоединился к профессиональной команде «Сан-Паулу» в 2017 году, 8 января того же года он был отправлен в аренду в «Гремио Новуризонтино» для участия в чемпионате Паулисты. Целью аренды было получение игрового опыта, однако за время пребывания в клубе он сыграл лишь один матч за команду из Нову-Оризонти, дебютировав за основной состав 30 марта в матче Лиги Паулиста против «Сантоса».

### «Жил Висенте»
После завершения чемпионата Паулиста 2017 года Тормена вернулся в «Сан-Паулу», но, несмотря на регулярные тренировки, не смог закрепиться в основном составе. В результате 12 июля 2017 года он был снова отдан в аренду, на этот раз в португальский клуб «Жил Висенте», подписав контракт на два года с опцией выкупа. В своем первом сезоне в составе клуба из Барселуша Тормена стал одним из ключевых игроков и неоднократно попадал в списки лучших игроков Сегунда лиги. 15 апреля 2018 года в поединке против «Оливейренсе» забил свой первый гол за «Жил Висенте». Выступая преимущественно на позиции правого защитника, он провел 38 матчей, забил два гола и помог команде вернуться в Примейра-Лигу. Благодаря впечатляющей игре клуб принял решение выкупить его контракт у «Сан-Паулу».

### «Портимоненсе»
6 сентября 2018 года Тормена перешел в «Портимоненсе» из «Жил Висенте» на правах аренды до конца сезона. Клуб из Портимана на тот момент выступал в Примейра-Лиге. Тормена дебютировал за «Портимоненсе» 7 октября 2018 года в матче против «Спортинга». 7 декабря 2018 года Тормена забил свой первый гол за клуб в матче против «Порту», хотя его команда и уступила в том матче со счетом 4:1. За время аренды он провел 27 матчей за «Портимоненсе», проявив себя как надежный защитник, что способствовало его переходу в «Брагу» после окончания аренды.

### «Брага»
13 июня 2019 года Тормена стал игроком «Браги», перейдя в команду за 1,25 млн. евро и подписав с клубом пятилетний контракт. 25 августа он дебютировал за новую команду в матче против своего бывшего клуба «Жил Висенте». Уже в январе 2020 года он помог команде выиграть Кубок лиги, где в финале «Брага» одолела «Порту». Тормена принял участие в этом матче, выйдя в стартовом составе. 3 декабря 2020 года в поединке Лиги Европы против афинского АЕКа забил свой первый гол за «Брагу».
22 января 2021 года он забил важный гол в полуфинале Кубка лиги против «Бенфики», который помог «Браге» одержать победу со счетом 2:1 и выйти в финал. Позже, 23 мая 2021 года, он снова сыграл ключевую роль в победе над «Бенфикой», на этот раз в финале Кубка Португалии, где «Брага» выиграла со счетом 2:0. 27 октября 2022 года он сыграл свой 100-й матч в футболке «Браги» в матче Лиги Европы против берлинского «Униона», который завершился со счетом 1:0 в пользу немецкой команды. Всего за «Брагу» Тормена провел 126 матчей, забил четыре гола и отдал три голевые передачи.

### «Краснодар»
18 августа 2023 года Тормена за 3 млн. евро перешёл в «Краснодар», подписав с российским клубом четырёхлетний контракт. 29 августа дебютировал за «Краснодар» в матче Кубка России против «Пари НН». Всего в сезоне 2023/24 Витор сыграл за «Краснодар» 23 матча в премьер-лиге, сразу став основным игроком команды, которая впервые в истории заняла второе место в чемпионате.
10 августа 2024 года забил свой первый гол за клуб, поразив ворота московского «ЦСКА» (2:1).

## Статистика
| Выступление            | Выступление      | Выступление      | Лига | Лига | Кубки | Кубки | Еврокубки | Еврокубки | Итого | Итого |
| Клуб                   | Лига             | Сезон            | Игры | Голы | Игры  | Голы  | Игры      | Голы      | Игры  | Голы  |
| ---------------------- | ---------------- | ---------------- | ---- | ---- | ----- | ----- | --------- | --------- | ----- | ----- |
| Сан-Паулу              | Серия А          | 2016             | 0    | 0    | 9     | 0     | 0         | 0         | 9     | 0     |
| Сан-Паулу              | Итого            | Итого            | 0    | 0    | 9     | 0     | 0         | 0         | 9     | 0     |
| → Гремио Новуризонтино | Паулиста         | 2016             | 1    | 0    | 0     | 0     | 0         | 0         | 1     | 0     |
| → Гремио Новуризонтино | Итого            | Итого            | 1    | 0    | 0     | 0     | 0         | 0         | 1     | 0     |
| Жил Висенте            | Лига 2           | 2017/18          | 35   | 1    | 2     | 0     | —         | —         | 37    | 1     |
| Жил Висенте            | Итого            | Итого            | 35   | 1    | 2     | 0     | —         | —         | 37    | 1     |
| → Портимоненсе         | Премьер Лига     | 2018/19          | 26   | 1    | 0     | 0     | 0         | 0         | 26    | 1     |
| → Портимоненсе         | Итого            | Итого            | 26   | 1    | 0     | 0     | 0         | 0         | 26    | 1     |
| Брага                  | Премьер Лига     | 2019/20          | 4    | 0    | 2     | 0     | 3         | 0         | 9     | 0     |
| Брага                  | Премьер Лига     | 2020/21          | 25   | 0    | 10    | 2     | 6         | 1         | 41    | 3     |
| Брага                  | Премьер Лига     | 2021/22          | 25   | 0    | 4     | 0     | 7         | 0         | 36    | 0     |
| Брага                  | Премьер Лига     | 2022/23          | 27   | 1    | 7     | 0     | 6         | 0         | 40    | 1     |
| Брага                  | Итого            | Итого            | 81   | 1    | 23    | 2     | 22        | 1         | 126   | 4     |
| Краснодар              | Премьер-лига     | 2023/24          | 23   | 0    | 4     | 0     | —         | —         | 27    | 0     |
| Краснодар              | Премьер-лига     | 2024/25          | 23   | 2    | 4     | 0     | —         | —         | 27    | 2     |
| Краснодар              | Премьер-лига     | 2025/26          | 5    | 0    | 2     | 0     | —         | —         | 7     | 0     |
| Краснодар              | Итого            | Итого            | 51   | 2    | 10    | 0     | —         | —         | 61    | 2     |
| Всего за карьеру       | Всего за карьеру | Всего за карьеру | 194  | 5    | 44    | 2     | 22        | 1         | 260   | 8     |

1. ↑  Серия А, Лига 2, Премьер-лига, Премьер-лига.
2. ↑  Кубок Португалии, Кубок России, Суперкубок России.
3. ↑  Лига Европы.

### Еврокубки Витора Тормены
| №  | Дата             | Оппонент         | Стадион                             | Счёт | Голы | Пасы | Карточки | Минуты  | Соревнование                 |
| -- | ---------------- | ---------------- | ----------------------------------- | ---- | ---- | ---- | -------- | ------- | ---------------------------- |
| 1  | 15 августа 2019  | Брондбю          | «Эшта́диу Мунисипа́л де Бра́га», Брага | 3:1  | —    | —    | —        | 20' 70' | Квалиф.ЛЕ 2019/20 (3 раунд)  |
| 2  | 22 августа 2019  | Спартак (Москва) | «Эшта́диу Мунисипа́л де Бра́га», Брага | 1:0  | —    | —    | —        | 26' 64' | Квалиф.ЛЕ 2019/20 (плей-офф) |
| 3  | 29 августа 2019  | Спартак (Москва) | «Лукойл Арена», Москва              | 2:1  | —    | —    | —        | 39' 39' | Квалиф.ЛЕ 2019/20 (плей-офф) |
| 4  | 29 октября 2020  | Заря (Луганск)   | «Динамо», Киев                      | 2:1  | —    | —    | —        | 1' 89'  | ЛЕ 2020/21 (группа G)        |
| 5  | 26 ноября 2020   | Лестер Сити      | «Эшта́диу Мунисипа́л де Бра́га», Брага | 3:3  | —    | —    | —        | 90'     | ЛЕ 2020/21 (группа G)        |
| 6  | 3 декабря 2020   | АЕК (Афины)      | «Спирос Луис», Афины                | 4:2  | 7′   | —    | —        | 90'     | ЛЕ 2020/21 (группа G)        |
| 7  | 10 декабря 2020  | Заря (Луганск)   | «Эшта́диу Мунисипа́л де Бра́га», Брага | 2:0  | —    | —    | —        | 90'     | ЛЕ 2020/21 (группа G)        |
| 8  | 18 февраля 2021  | Рома             | «Эшта́диу Мунисипа́л де Бра́га», Брага | 0:2  | —    | —    | —        | 90'     | ЛЕ 2020/21 (1/16 финала)     |
| 9  | 25 февраля 2021  | Рома             | «Олимпийский», Рим                  | 1:3  | —    | —    | —        | 90'     | ЛЕ 2020/21 (1/16 финала)     |
| 10 | 16 сентября 2021 | Црвена звезда    | «Райко Митич», Белград              | 1:2  | —    | —    | —        | 90'     | ЛЕ 2021/22 (группа F)        |
| 11 | 17 февраля 2022  | Шериф            | «Шериф Арена», Тирасполь            | 0:2  | —    | —    | —        | 90'     | ЛЕ 2021/22 (стыки)           |
| 12 | 24 февраля 2022  | Шериф            | «Эшта́диу Мунисипа́л де Бра́га», Брага | 3:2  | —    | —    | —        | 120'    | ЛЕ 2021/22 (стыки)           |
| 13 | 10 марта 2022    | Монако           | «Эшта́диу Мунисипа́л де Бра́га», Брага | 2:0  | —    | —    | —        | 90'     | ЛЕ 2021/22 (1/8 финала)      |
| 14 | 17 марта 2022    | Монако           | «Луи II», Монако                    | 1:1  | —    | —    | —        | 90'     | ЛЕ 2021/22 (1/8 финала)      |
| 15 | 7 апреля 2022    | Рейнджерс        | «Эшта́диу Мунисипа́л де Бра́га», Брага | 1:0  | —    | —    | —        | 90'     | ЛЕ 2021/22 (1/4 финала)      |
| 16 | 14 апреля 2022   | Рейнджерс        | «Айброкс», Глазго                   | 2:3  | —    | —    | 42'      | 42' 42' | ЛЕ 2021/22 (1/4 финала)      |
| 17 | 15 сентября 2022 | Унион (Берлин)   | «Эшта́диу Мунисипа́л де Бра́га», Брага | 1:0  | —    | —    | —        | 90'     | ЛЕ 2022/23 (группа D)        |
| 18 | 6 октября 2022   | Юнион            | «Эшта́диу Мунисипа́л де Бра́га», Брага | 1:2  | —    | —    | 23'      | 90'     | ЛЕ 2022/23 (группа D)        |
| 19 | 13 октября 2022  | Юнион            | «Ден Дреф», Лёвен                   | 3:3  | —    | —    | —        | 90'     | ЛЕ 2022/23 (группа D)        |
| 20 | 27 октября 2022  | Унион (Берлин)   | «Ан дер Альтен Фёрстерай», Берлин   | 0:1  | —    | —    | —        | 90'     | ЛЕ 2022/23 (группа D)        |
| 21 | 3 ноября 2022    | Мальмё           | «Эшта́диу Мунисипа́л де Бра́га», Брага | 2:1  | —    | —    | —        | 90'     | ЛЕ 2022/23 (группа D)        |
| 22 | 3 ноября 2022    | Фиорентина       | «Эшта́диу Мунисипа́л де Бра́га», Брага | 0:4  | —    | —    | 55'      | 55' 55' | ЛК 2022/23 (плей-офф)        |

Итого: сыграно матчей: 22 / забито голов: 1; победы: 11, ничьи: 3, поражения: 8.
| № | Дата            | Клуб           | Соревнование                                | Место, зрителей                         | Соперник              | Вратарь        | Гол счёт матча | тип гола     | ссылка |
| - | --------------- | -------------- | ------------------------------------------- | --------------------------------------- | --------------------- | -------------- | -------------- | ------------ | ------ |
| 1 | 7 декабря 2018  | «Портимоненсе» | Чемпионат Португалии 18/19                  | «Драган», Порту (Г), 33 511             | «Порту»               | Касильяс И.    | 1—0 (1—4)      | головой      |        |
| 2 | 3 декабря 2020  | «Брага»        | Лига Европы 20/21 (группа G)                | «Спирос Луис», Афины (Г), 0             | «АЕК» (Афины)         | Цинтотас П.    | 1—0 (4—2)      | ногой-правой |        |
| 3 | 14 декабря 2020 | «Брага»        | Кубок Португалии 20/21                      | «Кампо да Либердаде», Монтижу (Г), 0    | «Олимпик» (Монтижу)   | Лазаро М.      | 5—0 (7—0)      | головой      |        |
| 4 | 20 декабря 2020 | «Брага»        | Кубок Португальской лиги 20/21 (1/2 финала) | «Магальяйнш Песоа», Лейрия (Д), 0       | «Бенфика»             | Лейте Э.       | 2—1 (2—1)      | головой      |        |
| 5 | 3 сентября 2022 | «Брага»        | Чемпионат Португалии 22/23                  | «Муниципальный стадион», Брага (Д), н/д | «Витория (Гимарайнш)» | Варела Б.      | 1—0 (1—0)      | головой      |        |
| 6 | 10 августа 2024 | Краснодар      | Чемпионат России 24/25 (4 тур)              | «Краснодар», Краснодар (Д), 27 496      | ЦСКА (Москва)         | Акинфеев Игорь | 2—1 (2—1)      | головой      | 5:58   |

## Достижения
«Брага»
- Обладатель Кубка Португалии: 2020/21
- Обладатель Кубка лиги: 2019/20

«Краснодар»
- Чемпион России: 2024/25
- Серебряный призёр чемпионата России: 2023/24